# Trachea punctisigna
Trachea punctisigna là một loài bướm đêm trong họ Noctuidae.